# Diphasia margareta
Diphasia margareta är en nässeldjursart som först beskrevs av Arthur Hill Hassall 1841.  Diphasia margareta ingår i släktet Diphasia och familjen Sertulariidae. Arten är reproducerande i Sverige. Inga underarter finns listade i Catalogue of Life.